# Danby (Vermont)
Danby es un pueblo ubicado en el condado de Rutland en el estado estadounidense de Vermont. En el año 2010 tenía una población de 1,311 habitantes y una densidad poblacional de 12 personas por km².

## Geografía
Danby se encuentra ubicado en las coordenadas 43°22′8″N 73°3′7″O / 43.36889, -73.05194.

## Demografía
Según la Oficina del Censo en 2000 los ingresos medios por hogar en la localidad eran de $37,137 y los ingresos medios por familia eran $39,737. Los hombres tenían unos ingresos medios de $29,063 frente a los $20,795 para las mujeres. La renta per cápita para la localidad era de $16,984. Alrededor del 8.4% de la población estaban por debajo del umbral de pobreza.